# ریو تویاما
ریو تویاما (انگلیسی: Ryo Toyama؛ زادهٔ ۲۹ ژوئیهٔ ۱۹۹۴) بازیکن فوتبال اهل ژاپن است.